# Challenger de Vicenza 2014
El Internazionali di Tennis Città di Vicenza 2014 fue un torneo de tenis profesional jugado en canchas de tierra batida. Se disputó la primera edición del torneo que formó parte del circuito ATP Challenger Tour 2014. Se llevó a cabo en Vicenza, Italia entre el 26 de mayo y el 1 de junio de 2014.

## Jugadores participantes del cuadro de individuales
| Favorito | País                  | Jugador          | Rank1 | Posición en el torneo |
| -------- | --------------------- | ---------------- | ----- | --------------------- |
| 1        | Bandera de Alemania   | Peter Gojowczyk  | 111   | Baja                  |
| 2        | Bandera de Argentina  | Guido Pella      | 120   | Primera ronda         |
| 3        | Bandera de Eslovenia  | Blaž Kavčič      | 122   | Primera ronda         |
| 4        | Bandera de Argentina  | Guido Andreozzi  | 149   | Primera ronda         |
| 5        | Bandera de Italia     | Marco Cecchinato | 153   | Primera ronda         |
| 6        | Bandera de Eslovaquia | Andrej Martin    | 159   | Cuartos de final      |
| 7        | Bandera de Eslovaquia | Norbert Gomboš   | 162   | FINAL                 |
| 8        | Bandera de Bélgica    | Ruben Bemelmans  | 164   | Cuartos de final      |

| Posición en el torneo   |
| ----------------------- |
| Primera y segunda ronda |
| Cuartos de final        |
| Semifinales             |
| FINAL                   |
| CAMPEÓN                 |

- 1 Se ha tomado en cuenta el ranking del 19 de mayo de 2014.

### Otros participantes
Los siguientes jugadores recibieron una invitación (wild card), por lo tanto ingresan directamente al cuadro principal (WC):
- Stefano Napolitano
- Riccardo Bellotti
- Matteo Donati
- Stefano Travaglia

Los siguientes jugadores ingresan al cuadro principal tras disputar el cuadro clasificatorio (Q):
- Ze Zhang
- Gonzalo Lama
- Yoshihito Nishioka
- Alberto Brizzi

## Jugadores participantes en el cuadro de dobles

### Cabezas de serie
| Favorito | País                      | Jugador           | País                     | Jugador            | Rank1 | Posición en el torneo |
| -------- | ------------------------- | ----------------- | ------------------------ | ------------------ | ----- | --------------------- |
| 1        | Bandera de Brasil         | Marcelo Demoliner | Bandera de la India      | Purav Raja         | 206   | Primera ronda         |
| 2        | Bandera de Alemania       | Frank Moser       | Bandera de Alemania      | Alexander Satschko | 232   | Primera ronda         |
| 3        | Bandera de Canadá         | Adil Shamasdin    | Bandera de Nueva Zelanda | Artem Sitak        | 247   | Primera ronda         |
| 4        | Bandera de Estados Unidos | James Cerretani   | Bandera de Suecia        | Andreas Siljeström | 277   | Cuartos de final      |

- 1 Se ha tomado en cuenta el ranking del 19 de mayo de 2014.

## Campeones

### Individual Masculino
- Filip Krajinović derrotó en la final a  Norbert Gomboš, 6–4, 6–4

### Dobles Masculino
- Andrej Martin /  Igor Zelenay derrotaron en la final a  Błażej Koniusz /  Mateusz Kowalczyk, 6–1, 7–5